# Иванс, Эдгар Янисович
Эдгар Янисович Иванс (22 апреля 1975) — российский гребец, руководитель и организатор детского и юношеского спорта.

## Биография
Родился в городе Светлый, Калининградской области СССР. В 1997 году окончил Калининградский университет. Обучался в магистратуре.

### Спортивная карьера
Спортивные клубы — Спартак Калининград, Спортивный клуб МО. Первый тренер — тренер высшей категории по академической гребле, заслуженный тренер России Виталий Хилюк. Тренеры — В. Хилюк, А. Воронков. В сборной команде России по академической гребле с 1993 года.
Вице-чемпион мира среди юниоров 1993 года.
Вице-чемпион Европы 2008 года в соревнования восьмёрок.
Участник шести чемпионатов мира. Лучший результат — 5 место (Чемпионат мира по академической гребле 2005).
Завоевал олимпийскую лицензию Пекинской олимпиады, но из-за дисквалификации Федерации гребли России старт пропустил.

### Тренерская и педагогическая деятельность
Директор Государственного автономного учреждения Калининградской области образовательной организации дополнительного образования «Комплексная детско-юношеская спортивная школа». Учредитель — Министерство образования Калининградской области.
В 2007 году учредил и возглавлял общественную организацию Федерацию гребли Калининградской области.

### Общественная и политическая деятельность
Депутат Окружного Совета депутатов муниципального образования «Светловский городской округ» по округу № 3, член фракции (депутатского объединения) «Единая Россия».
Избирался в 5-м ("КРО ПП «Единая Россия») и 6-м созыве (самовыдвижение).
С 20 января 2016 года — председатель Калининградского регионального отделения ОГФСО «Юность России». 